# Autódromo Hermanos Rodríguez

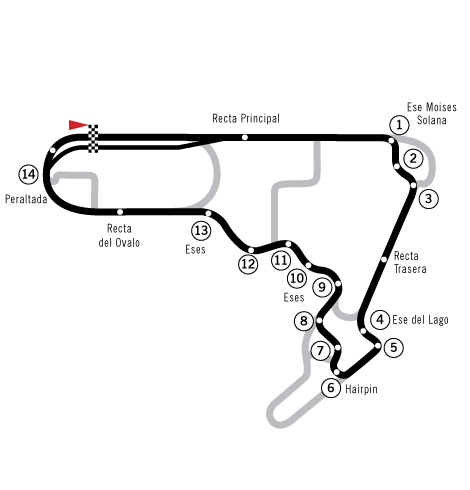
Le tracé avant 2015.

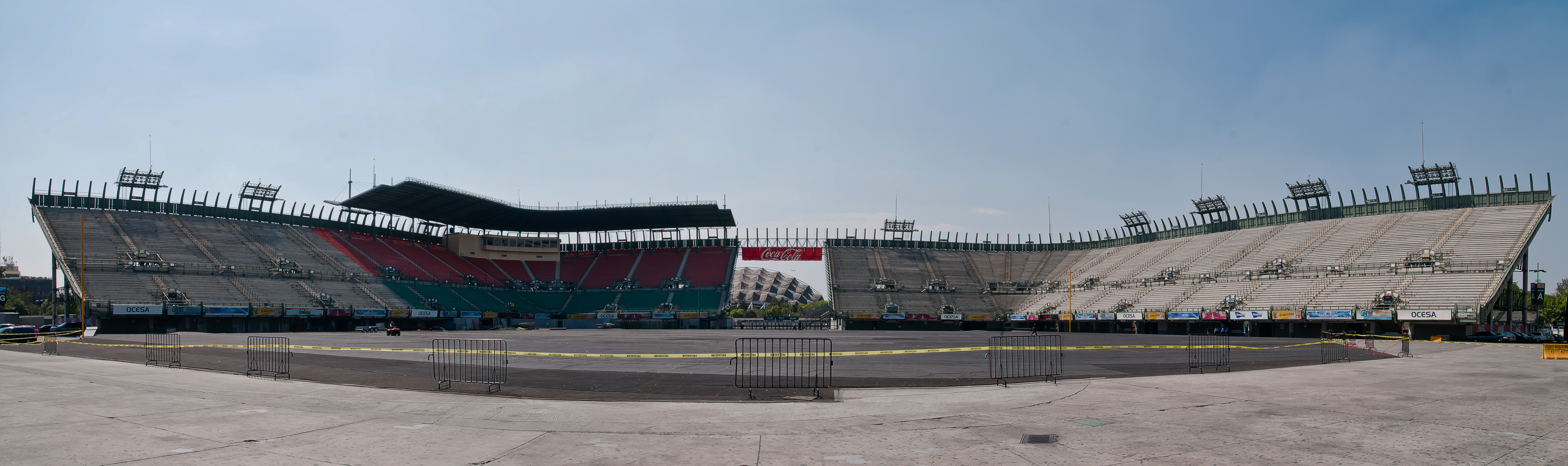
Le stade Foro Sol est intégré au circuit.

L'Autódromo Hermanos Rodríguez  (Circuit des frères Rodriguez) est un circuit automobile de 4,304 km situé à Mexico, au Mexique. Son nom est un hommage aux frères Ricardo et Pedro Rodríguez, parmi les plus grands représentant du sport automobile mexicain à cette époque, décédés sur les circuits en 1962 et 1971.

## Histoire
Construit en 1959, le circuit accueille trois ans plus tard son premier Grand Prix de Formule 1 en tant que course hors-championnat. L'année suivante, le Grand Prix automobile du Mexique intègre le calendrier du championnat du monde jusqu'en 1970, date à laquelle le site est jugé dangereux en raison de la surfréquentation par les spectateurs. Quand la Formule 1 revient en 1986, de nouveaux bâtiments pour les stands ont été construits et la sécurité améliorée. La Formule 1 quitte les lieux en 1992 et l'Autódromo Hermanos Rodríguez est l'unique circuit ayant accueilli le Grand Prix du Mexique. La Formule 1 y fait son retour en 2015, sur un circuit largement modifié et remis aux normes.
Le circuit est situé dans le parc public Magdalena Mixhuca au nord-est de Mexico. Le circuit est la propriété de la ville, mais est actuellement exploité en concession par la Corporación Interamericana de Entretenimiento, par le biais de OCESA, l'une de ses filiales. Le circuit est loué à des organisateurs de courses, à des clubs automobiles et à des clients privés.
Le circuit a une surface très bosselée, principalement du fait que Mexico se trouve sur une région géologiquement active. En outre, avec une altitude de 2 285 mètres, l'air est plus difficile à respirer à la fois pour les pilotes et leurs voitures. Le circuit doit son nom à l'accident qui coûte la vie à Ricardo Rodriguez lors du Grand Prix du Mexique 1962 (Pedro, son frère perdra lui aussi sa vie derrière un volant plus tard).
Le dernier virage (la peraltada) est très rapide et, par conséquent, rappelle Monza. Mais contrairement à la courbe Parabolica du circuit de Monza, la courbe Peraltada est légèrement inclinée, permettant aux voitures de prendre encore plus de vitesse. C'est dans ce virage que Ricardo Rodríguez s'est tué, mais les conditions de ce décès sont restées floues et il n'a pas été possible de déterminer si l'accident était dû à une vitesse excessive ou à une rupture de suspension. Après le dernier Grand Prix de Formule 1 en 1992, un stade de baseball est construit sur une partie de la courbe. Quand le Champ Car arrive en 2002, la courbe peraltada est en partie contournée par une série de virages. En 2015, le virage est renommé en Virage Nigel-Mansell, dernier vainqueur du Grand Prix du Mexique, avant son retour au calendrier de la Formule 1, en 2015.
La NASCAR Xfinity Series débarque à l'Autódromo Hermanos Rodríguez lors de la saison 2005 et une chicane est créée dans la ligne droite principale pour ralentir les voitures. Un nouveau virage est construit entre le virage n° 3 et l'Ese del Lago afin de contourner ce dernier. En 2007, la chicane est supprimée dans la ligne droite pour accroître les possibilités de dépassement au premier virage.

Version du circuit utilisée en Formule E.

L'A1 Grand Prix utilise l'Autodromo Hermanos Rodríguez lors de la saison 2007. Après modifications, le circuit accueille à nouveau la Formule 1 à partir de 2015. Le premier ePrix de Mexico du championnat de Formule E FIA y est organisé le 12 mars 2016, sur une version raccourcie du circuit. Les pilotes empruntent l'ovale et une partie du stadium.
Le Championnat du monde d'endurance fait étape sur le circuit en 2016 et en 2017 avec les 6 Heures de Mexico.

## Palmarès du Grand Prix du Mexique
Les événements qui ne faisaient pas partie du championnat du monde de Formule 1 sont indiqués par un fond rose.
| Année     | Vainqueur                                       | Voiture                                         | Résultats                                       |                                                 |
| --------- | ----------------------------------------------- | ----------------------------------------------- | ----------------------------------------------- | ----------------------------------------------- |
| 1962      | Trevor Taylor                                   | Lotus-Climax                                    | Résultats                                       |                                                 |
| 1963      | Jim Clark                                       | Lotus-Climax                                    | Résultats                                       |                                                 |
| 1964      | Dan Gurney                                      | Brabham-Climax                                  | Résultats                                       |                                                 |
| 1965      | Richie Ginther                                  | Honda                                           | Résultats                                       |                                                 |
| 1966      | John Surtees                                    | Cooper-Maserati                                 | Résultats                                       |                                                 |
| 1967      | Jim Clark                                       | Lotus-Ford                                      | Résultats                                       |                                                 |
| 1968      | Graham Hill                                     | Lotus-Ford                                      | Résultats                                       |                                                 |
| 1969      | Denny Hulme                                     | McLaren-Ford                                    | Résultats                                       |                                                 |
| 1970      | Jacky Ickx                                      | Ferrari                                         | Résultats                                       |                                                 |
| 1971-1985 | Non couru                                       | Non couru                                       | Non couru                                       | Non couru                                       |
| 1986      | Gerhard Berger                                  | Benetton-BMW                                    | Résultats                                       |                                                 |
| 1987      | Nigel Mansell                                   | Williams-Honda                                  | Résultats                                       |                                                 |
| 1988      | Alain Prost                                     | McLaren-Honda                                   | Résultats                                       |                                                 |
| 1989      | Ayrton Senna                                    | McLaren-Honda                                   | Résultats                                       |                                                 |
| 1990      | Alain Prost                                     | Ferrari                                         | Résultats                                       |                                                 |
| 1991      | Riccardo Patrese                                | Williams-Renault                                | Résultats                                       |                                                 |
| 1992      | Nigel Mansell                                   | Williams-Renault                                | Résultats                                       |                                                 |
| 1993-2014 | Non couru                                       | Non couru                                       | Non couru                                       | Non couru                                       |
| 2015      | Nico Rosberg                                    | Mercedes                                        | Résultats                                       |                                                 |
| 2016      | Lewis Hamilton                                  | Mercedes                                        | Résultats                                       |                                                 |
| 2017      | Max Verstappen                                  | Red Bull-TAG Heuer                              | Résultats                                       |                                                 |
| 2018      | Max Verstappen                                  | Red Bull-TAG Heuer                              | Résultats                                       |                                                 |
| 2019      | Lewis Hamilton                                  | Mercedes                                        | Résultats                                       |                                                 |
| 2020      | Annulé à la suite de la pandémie de coronavirus | Annulé à la suite de la pandémie de coronavirus | Annulé à la suite de la pandémie de coronavirus | Annulé à la suite de la pandémie de coronavirus |
| 2021      | Max Verstappen                                  | Red Bull-Honda                                  | Résultats                                       |                                                 |
| 2022      | Max Verstappen                                  | Red Bull                                        | Résultats                                       |                                                 |
| 2023      | Max Verstappen                                  | Red Bull-Honda RBPT                             | Résultats                                       |                                                 |
| 2024      | Carlos Sainz Jr.                                | Ferrari                                         | Résultats                                       |                                                 |

### Par nombre de victoires par pilotes
| Nombre de victoires | Pilote           | Années                       |
| ------------------- | ---------------- | ---------------------------- |
| 5                   | Max Verstappen   | 2017, 2018, 2021, 2022, 2023 |
| 2                   | Jim Clark        | 1963, 1967                   |
| 2                   | Nigel Mansell    | 1987, 1992                   |
| 2                   | Alain Prost      | 1988, 1990                   |
| 2                   | Lewis Hamilton   | 2016, 2019                   |
| 1                   | Dan Gurney       | 1964                         |
| 1                   | Richie Ginther   | 1965                         |
| 1                   | John Surtees     | 1966                         |
| 1                   | Graham Hill      | 1968                         |
| 1                   | Denny Hulme      | 1969                         |
| 1                   | Jacky Ickx       | 1970                         |
| 1                   | Gerhard Berger   | 1986                         |
| 1                   | Ayrton Senna     | 1989                         |
| 1                   | Riccardo Patrese | 1991                         |
| 1                   | Nico Rosberg     | 2015                         |
| 1                   | Carlos Sainz Jr. | 2024                         |

| Pos. | Nation           | Victoires |
| ---- | ---------------- | --------- |
| 1er  | Royaume-Uni      | 8         |
| 2e   | Pays-Bas         | 5         |
| 3e   | États-Unis       | 2         |
| 3e   | France           | 2         |
| 4e   | Allemagne        | 1         |
| 4e   | Autriche         | 1         |
| 4e   | Belgique         | 1         |
| 4e   | Brésil           | 1         |
| 4e   | Espagne          | 1         |
| 4e   | Italie           | 1         |
| 4e   | Nouvelle-Zélande | 1         |

### Par nombre de victoires par équipes
| Nombre de victoires | Équipe   | Années                       |
| ------------------- | -------- | ---------------------------- |
| 5                   | Red Bull | 2017, 2018, 2021, 2022, 2023 |
| 3                   | Lotus    | 1963, 1967, 1968             |
| 3                   | McLaren  | 1969, 1988, 1989             |
| 3                   | Williams | 1987, 1991, 1992             |
| 3                   | Mercedes | 2015, 2016, 2019             |
| 3                   | Ferrari  | 1970, 1990, 2024             |
| 1                   | Brabham  | 1964                         |
| 1                   | Honda    | 1965                         |
| 1                   | Cooper   | 1966                         |
| 1                   | Benetton | 1986                         |

| Pos. | Nation      | Victoires |
| ---- | ----------- | --------- |
| 1er  | Royaume-Uni | 12        |
| 2e   | Autriche    | 5         |
| 3e   | Allemagne   | 3         |
| 4e   | Italie      | 3         |
| 5e   | Japon       | 1         |